# Шукенов, Батырхан Камалович
Батырха́н Кама́лович (Ба́тыр) Шуке́нов (каз. Батырхан Камалұлы Шүкенов; 18 мая 1962, Кзыл-Орда — 28 апреля 2015, Москва) — советский и казахстанский эстрадный певец, музыкант, саксофонист, композитор; Народный артист республики Казахстан (2015, посмертно), 
заслуженный деятель искусств Казахстана (2010). С 2009 по 2015 год — посол доброй воли ЮНИСЕФ в Казахстане. Один из основателей и солист казахстанско-российской музыкальной поп-группы «А’Студио», в составе которой обрёл широкую популярность (1987—2000). После ухода из группы осенью 2000 года занялся сольной карьерой.

## Биография
Батырхан Шукенов родился 18 мая 1962 года в городе Кызыл-Орде Казахской ССР в семье экономистов с четырьмя детьми: тремя сыновьями и дочерью. Из братьев Батырхан был средним. Происходит из рода табын племени жетыру. Отец — Камал Шукенович Шукенов (1935—2011), экономист-финансист, с 1970 по 1998 годы работал начальником Кызылординского областного финансового отдела. Мать — Диларам Ибрагимовна Шукенова, узбечка.
В 1979 году окончил школу № 233 имени Н. А. Островского в Кызыл-Орде.
В школьные годы начал посещать музыкальный кружок, а сразу после школы поступил в Ленинградский государственный институт культуры имени Н. К. Крупской на оркестровое отделение по классу саксофона, где проучился два года. Уроки игры на саксофоне, по словам Батырхана, он брал у всемирно известного саксофониста Геннадия Гольштейна, а также у сакс-тенориста Владимира Рабика.
В 1981 году Шукенов перешёл в Алма-Атинскую государственную консерваторию имени Курмангазы Сагырбаева на факультет инструментального исполнительства по классу саксофона.
В 1982 году, будучи студентом консерватории, в Алма-Ате познакомился с музыкантами Байгали Серкебаевым, Булатом Сыздыковым и Владимиром Миклошичем, которые пригласили его саксофонистом в состав уже известной тогда казахстанской группы «Арай», аккомпанирующего ансамбля заслуженной артистки Казахской ССР Розы Рымбаевой. В составе коллектива Шукенов зарекомендовал себя виртуозом альт- и тенор-саксофона, исполняя инструментальные джазовые композиции, и в 1983 году стал лауреатом VII-го Всесоюзного конкурса артистов эстрады.
В 1985 году окончил Алма-Атинскую государственную консерваторию. Принимал участие в записи альбома «Мираж» группы «Бумеранг».
В 1985—1986 годах проходил воинскую службу в рядах Советской Армии, представляя 12-й оркестр штаба Среднеазиатского военного округа (САВО).

### Группа «А’Студио»
В 1987 году музыканты чувствуют себя тесно в рамках ансамбля «Арай» и уходят от Розы Рымбаевой в «свободное плавание», создав свою группу под названием «Алма-Ата». В составе группы Шукенов, помимо игры на саксофоне, начинает ещё и вокальную карьеру. Через год группа выпускает на фирме «Мелодия» свой первый альбом «Путь без остановок» (все 8 песен, две — на казахском языке, поёт Шукенов), и меняет название на «Алма-Ата Студио», а Шукенов становится фронтменом коллектива.
В 1989 году музыканты группы сочиняют свой первый всесоюзный хит «Джулия». С группой знакомится Алла Пугачёва и сразу приглашает её из Казахстана в Москву, в свой «Театр песни». После участия в «Рождественских встречах» группу «А’Студио» узнаёт вся страна. Плотный гастрольный график, записи пластинок в колоритном исполнении Шукенова — новые песни, созданные в сотрудничестве с казахстанским композитором и поэтом Еркешем Шакеевым — «Белая река», «Стоп, ночь», «Солдат любви», «Эти тёплые летние дни», «Нелюбимая» и т. д. Группу воспринимают как российскую, так как большую часть времени вне гастролей она проводит и выступает в Москве. В Театре песни Аллы Пугачёвой музыканты «А’Студио» проработали с 1989 по 1994 годы. По словам Шукенова, они «по-настоящему дружили» с Пугачёвой, «часто приезжали к ней в гости, беседовали о музыке, о жизни, рисовали…», а Батырхана она называла «сынок».

### Сольная карьера
Осенью 2000 года Батырхан Шукенов принял решение покинуть группу и вернуться к этнической музыке. Он занялся сольным проектом под собственным кратким именем «Батыр» в сотрудничестве с Еркешем Шакеевым и Куатом Шильдебаевым. Одним из авторов его нового репертуара стал Павел Есенин.
В 2002 году Шукенов выпустил свой первый сольный альбом «Отан Ана» («Родина-мать») на казахском языке. В том же году награждён Почётной грамотой Республики Казахстан.
В 2005 году участвует в 1 полуфинале российского национального отбора на песенный конкурс Евровидение 2005, который проходил в столице Украины — Киеве. С песней «Твои шаги» (музыка Владимира Ковалёва, слова Еркеша Шакеева) по результатам голосования он занял 7 место и не прошёл в финал национального отбора.
В 2006 году стал лауреатом премии «Тарлан» Клуба меценатов Казахстана, в номинации «Музыка».
В 2007 году состоялся релиз альбома «Батыр Live» на DVD с концертным выступлением во Дворце Республики в Алма-Ате и видеоклипами.
С 2007 по 2015 годы Батырхан Шукенов являлся советником президента Республики Казахстан Нурсултана Назарбаева по культуре.
20 ноября 2009 года, в день празднования 20-летия Конвенции ООН о правах ребёнка, Шукенов был объявлен Представительством Международного чрезвычайного детского фонда ООН (ЮНИСЕФ) в Казахстане Национальным послом доброй воли ЮНИСЕФ в Казахстане. А спустя год, 20 ноября 2010 года, в этом качестве вошёл в состав Почётного бального комитета Благотворительного бала в Алма-Ате.
В 2010 году Шукенов выпустил четвёртый сольный альбом «Осторожно, милая девушка!», довольно прохладно встреченный музыкальными критиками. Российский журналист и музыкальный критик Гуру Кен, в частности, отметил, что Шукенов — «большой артист, страдающий от слабого репертуара». В том же году выходит альбом «Всё пройдёт…».
7 декабря 2010 года Указом президента Республики Казахстан Н. А. Назарбаева Батырхану Шукенову было присвоено почётное звание «Заслуженный деятель искусств Казахстана».
В 2013 году вышел последний прижизненный альбом Шукенова — «Душа», записанный ещё в период 2000—2002 годов. Тогда же певец стал победителем музыкального телешоу «Живой звук» на телеканале «Россия-1».
В 2015 году, за несколько месяцев до смерти, Шукенов принимал участие в музыкальном телевизионном шоу перевоплощений «Один в один!» на телеканале «Россия-1». В мае он должен был выступать в финале этого телепроекта, однако, по данным из интервью с одним из участников, певцом Марком Тишманом, уже на репетиции финального номера почувствовал себя плохо, и в итоге так и не смог принять участие как в финале, так и в спецвыпуске ко Дню Победы. Был посмертно признан победителем шоу, наряду с основным.
На момент смерти певца был практически готов к выпуску альбом «Осень». В 2017 году вышел видеоклип-посвящение «Нас исцеляет любовь».

## Смерть
28 апреля 2015 года около 22:35 (по свидетельству Руслана Магомедова, директора певца) Батырхан Шукенов скоропостижно скончался на 53-м году жизни в своей квартире в Москве (по предварительным данным — от инфаркта).
29 апреля 2015 года в Москве прошла церемония прощания с Шукеновым, в которой приняли участие сотни людей. В Алматы в это время тысячи поклонников собрались на площади перед Дворцом Республики и до вечера пели его песни.
29 апреля 2015 года президент Республики Казахстан Нурсултан Назарбаев выразил соболезнования родным и близким Батырхана Шукенова. В своей телеграмме президент, в частности, отметил: 

«Внезапная кончина такого человека вызывает у всех нас чувство глубокого сожаления. Его светлое имя, также как и произведения в его исполнении, будут жить в памяти нашего народа… Благодаря своей всесторонней одарённости, высокому исполнительскому мастерству и личным качествам, Шукенов являлся любимцем миллионов слушателей».
1 мая 2015 года в здании Казахской государственной филармонии имени Джамбула в Алма-Ате состоялась ещё одна гражданская панихида по Шукенову. Двери концертного зала филармонии были открыты для горожан с восьми часов утра. Проводить Шукенова в последний путь и выразить свои соболезнования пришли общественные деятели, политики, деятели культуры и искусства, поклонники. Аким Алма-Аты Ахметжан Есимов, открывший церемонию, зачитал текст телеграммы соболезнования президента Республики Казахстан Назарбаева родным и близким Батырхана Шукенова, сообщил о том, что свою телеграмму соболезнования прислала Алла Пугачёва. 18 мая 2015 года, в день рождения музыканта, на сцене Дворца Республики в Алма-Ате состоялся вечер памяти Шукенова, концерт из его произведений.
Площадь не вмещала всех желающих проститься с певцом, людьми были заполнены также прилегающие к ней улицы. Шукенов похоронен на Кенсайском кладбище города Алма-Аты.

## Личная жизнь
В ноябре 2008 года 46-летний Шукенов женился на 30-летней Айгерим, с которой познакомился в Санкт-Петербурге. Детей в браке не было. По словам Дины Шукеновой, жены старшего брата Батырхана Бауржана Шукенова, сказанным в первый день после смерти музыканта, Батырхан «был давно разведён и не состоял в браке».
У Шукенова есть сын Максут (род. 2001), по состоянию на лето 2020 года проживает с матерью Екатериной Шеляковой в США, в Сарасоте. По данным Первого канала, Шукенов прожил с Шеляковой около 20 лет.

## Дискография

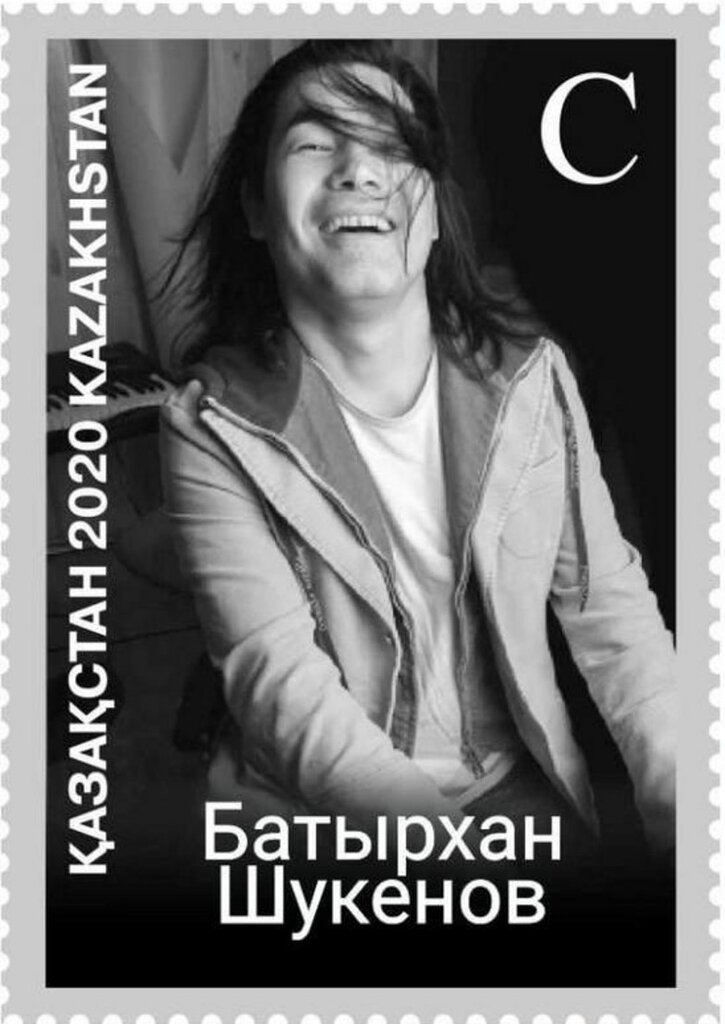

### В составе группы «Бумеранг»
1. «Мираж» — 1986, фирма «Мелодия»

### В составе группы «А’Студио»
1. «Путь без остановок» — 1988, фирма «Мелодия»
2. «Джулия» — 1991, «Русский диск»
3. «А’Студио» — 1993, «Jeff Records»
4. «Солдат любви» — 1994, студия «Союз»
5. «А’Студио Live» — 1995, студия «Союз»
6. «Нелюбимая» — 1996, студия «Союз»
7. «The Best» — 1997, студия «Союз»
8. «Грешная страсть» — 1998, «ОРТ-Рекордз»

### В составе Batyr @ XMZ
1. «Superficial J» — 2007, «МЕЛОМАН»

### Сольная
1. «Отан Ана» («Родина Мать») — 2002, переиздан в 2006
2. «Твои шаги» — 2006
3. «Батыр Live» — 2007 — DVD
4. «Осторожно, милая девушка!» — 2010
5. «Всё пройдёт…» — 2010
6. «Душа» — 2013
7. «Батыр Live» — 2013 — CD+DVD
8. «Аманат» — 2015
9. «Нас исцеляет любовь» — 2017[48]
10. «Осень» — 2019[14]
11. «Батыр» — 2019 — 9хCD + 2xDVD (антология)[49][50]

## Сотрудничество

### Участие в записи песен других исполнителей
- Валерий Меладзе — «Сэра», «Странница осень», «Рассветная»[51];
- Мурат Насыров — «Кто-то простит», «Лия»;
- Иракли — «Так не бывает»;
- Сергей Любавин — «Звезда ненаглядная», «Синие глаза»;
- Сергей Трофимов — «Остров по имени Счастье»;
- Евгений Кемеровский — «Дождь», «Православная любовь», «Братва, не стреляйте друг в друга», «Мой брат»[52];
- Илья Оболенский — «Звезда», «Белый снег».

### Совместные песни
- «Певица и саксофон» (2003) с Кариной Абдуллиной (солисткой группы «Мюзикола»).

### Прочее
- С композитором и певцом Павлом Есениным Шукенов записал альбомы «Душа» и «Осень»[28][49].

## Память

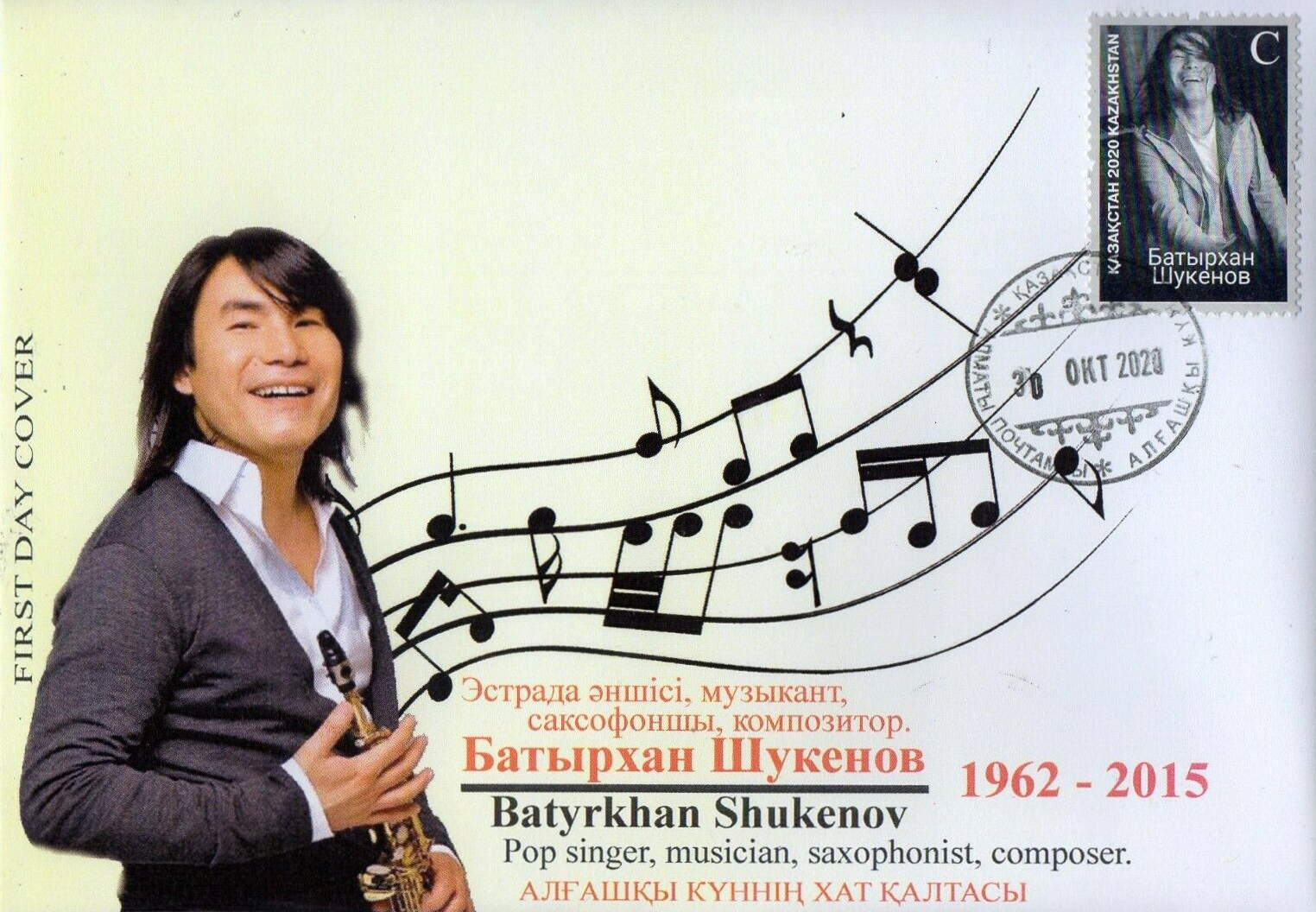
Художественный конверт и марка. 2020

1 мая 2015 года в городе Алматы был создан «Мемориальный уголок Батырхана Шукенова». Автором идеи стала Мина Бакарассова. Находится этот памятник на улице Панфилова, во дворе дома № 101.
18 мая 2018 года, в день рождения Батыра Шукенова, ему открыли памятник на его родине в городе Кызылорда. На постаменте — коленопреклонённый музыкант с саксофоном. На открытии выступил его друг, соратник и коллега по группе «А’Студио» Байгали Серкебаев. Также в городе Кызылорде именем Батырхана Шукенова назван парк. В городе Алматы в Бостандыкском районе названа улица в честь Батырхана Шукенова.
В 2020 году в городе Аксай (Казахстан, ЗКО, Бурлинский район) художники-энтузиасты нанесли портрет Батырхана Шукенова на фасад 7-этажного дома на ул. Дружбы Народов.
В 2021 году режиссёром Галиной Пьяновой в Алматы поставлен спектакль-посвящение Батырхану Шукенову «Золотой квадрат». В роли Батыра — Куантай Абдимади.
18 мая 2022 года Национальный Банк Казахстана в честь 60-летия со дня рождения композитора и исполнителя Батырхана Шукенова выпускает в обращение коллекционные монеты «Street art. BATYR BEINESI» из серебра номиналом 500 тенге.